# Jozef Ševc
Jozef Ševc, född 16 maj 1948 i Závadce nad Hronom i regionen Banská Bystrica, är en slovakisk politiker, ingenjör och tidigare europaparlamentariker.
Under 1960-talet studerade Ševc vid ekonomihögskolan i Bratislava, Samtidigt engagerade han sig inom Slovakiens kommunistparti (KSS) och valdes in i kommunfullmäktige i Bratislava.
1973 tog han examen vid Moskvauniversitetet och fick anställning inom kärnkraftsindustrin.
Sammetsrevolutionen 1989 ledde till Tjeckoslovakiens upplösning och kommunismens fall. Ševcs svärfar Vasiľ Biľak uteslöts ur kommunistpartiet för sin delaktighet i krossandet av Pragvåren.
När majoriteten inom KSS beslutade att lämna kommunismen och omvandla partiet i socialdemokratisk riktning så hörde Ševc till dem som ville slå vakt om det kommunistiska arvet och banden till Tjeckien.
Han var med om att återbilda KSS 1992, valdes 1998 till partiordförande och 2002 in i Slovakiens nationalråd. 
I samband med Slovakiens EU-inträde den 1 maj 2004 utsågs Ševc av det slovakiska parlamentet till ledamot av Europaparlamentet, där han anslöt sig till gruppen Europeiska enade vänstern/Nordisk grön vänster. Hans mandat löpte ut den 19 juli 2004. I Slovakiens första EU-parlamentsval 2004 var valdeltagandet det lägsta i ett Europaparlamentsval någonsin. Det uppgick till knappt 17 procent av röstberättigade. KSS fick 4,54 % och misslyckades därmed med att klara femprocentsspärren för fortsatt representation.
Efter valförlusten 2006 när KSS miste alla mandat i det slovakiska parlamentet avgick han som partiledare och återgick till sin anställning inom den privata sektorn.